# Fâncel, Harghita
Fâncel (maghiară Székelyfancsal) este un sat în comuna Dealu din județul Harghita, Transilvania, România.

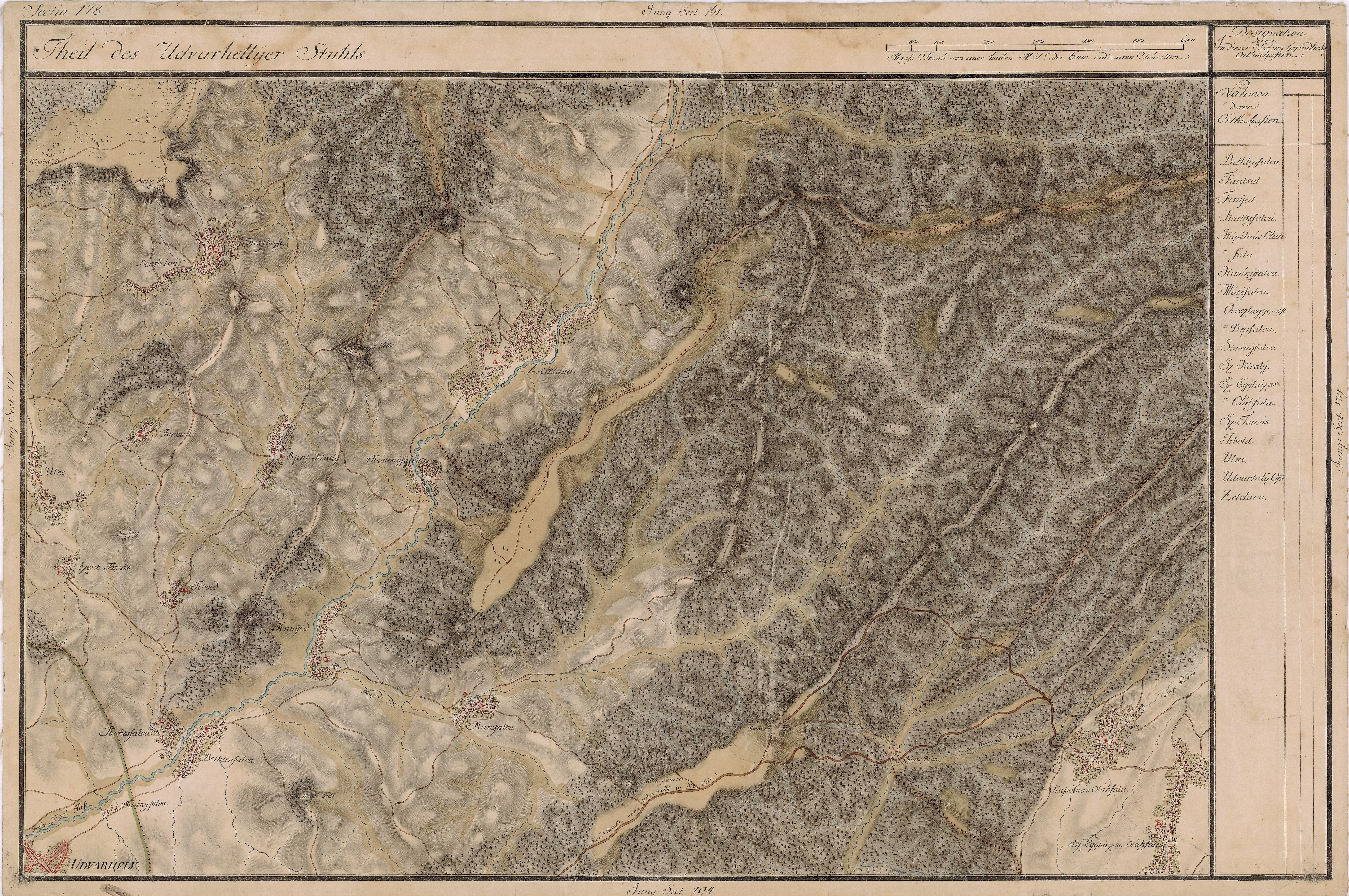
Fâncel în Harta Iosefină a Transilvaniei, 1769-73

## Imagini

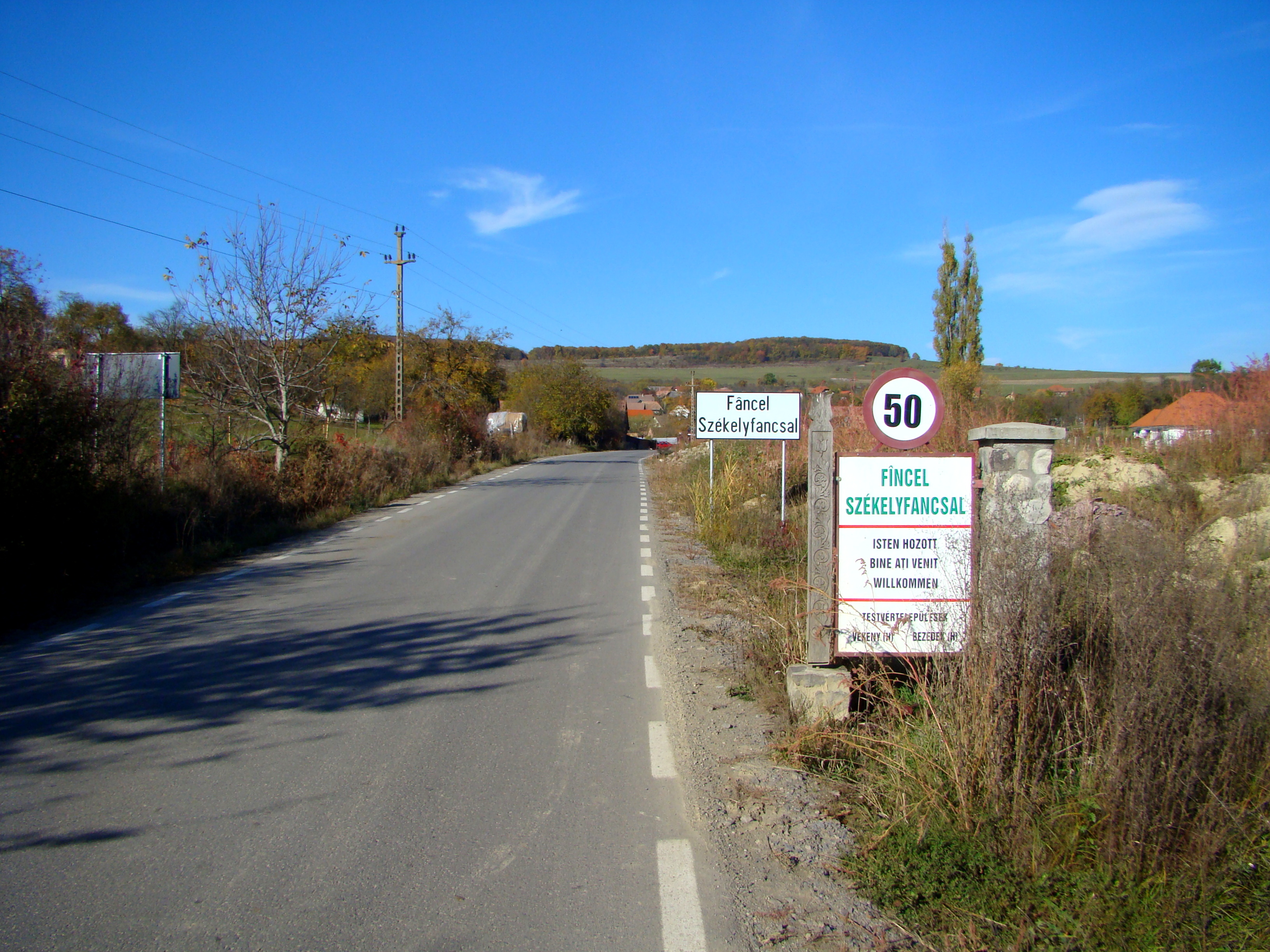
Intrarea în localitate
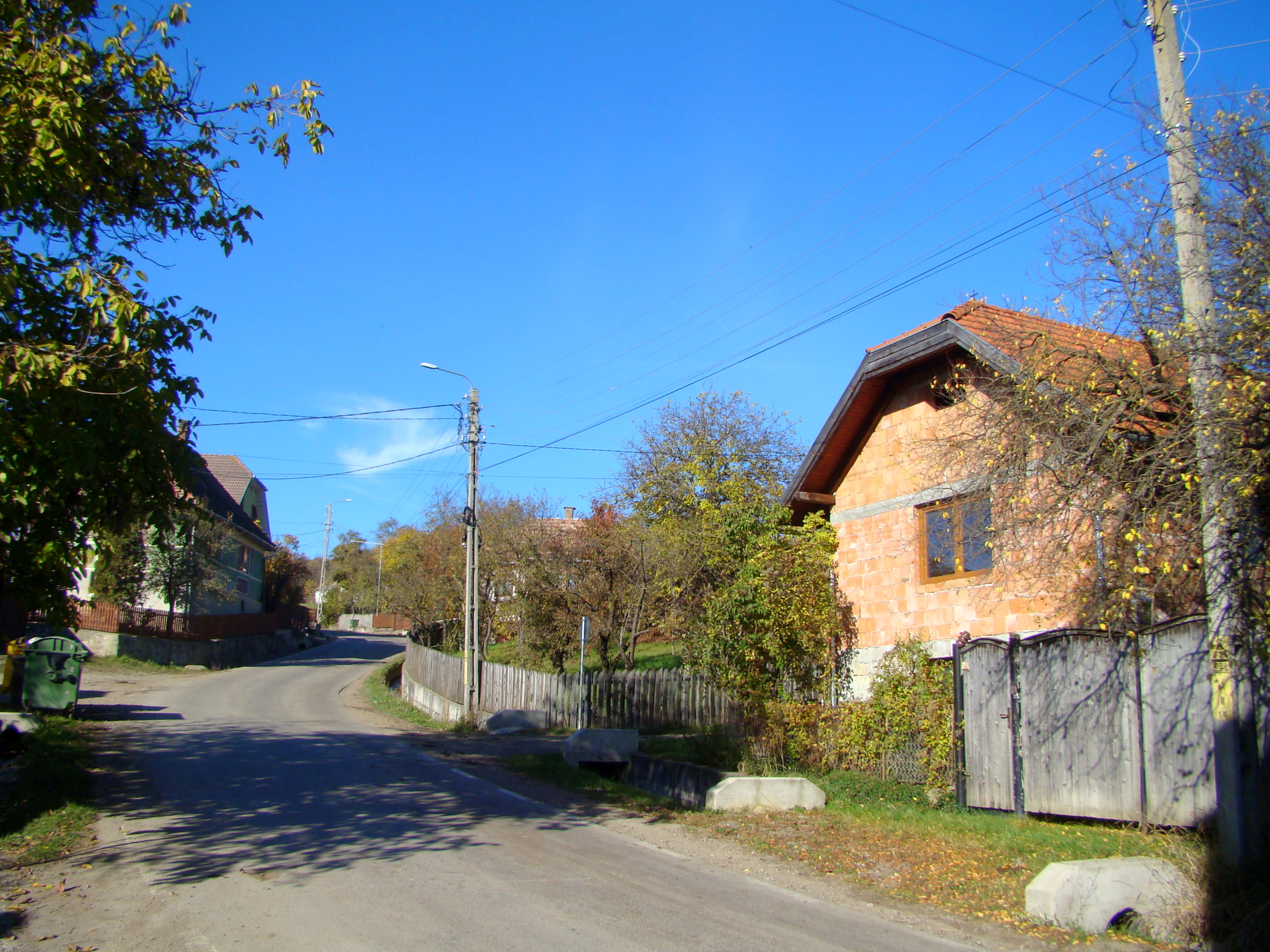
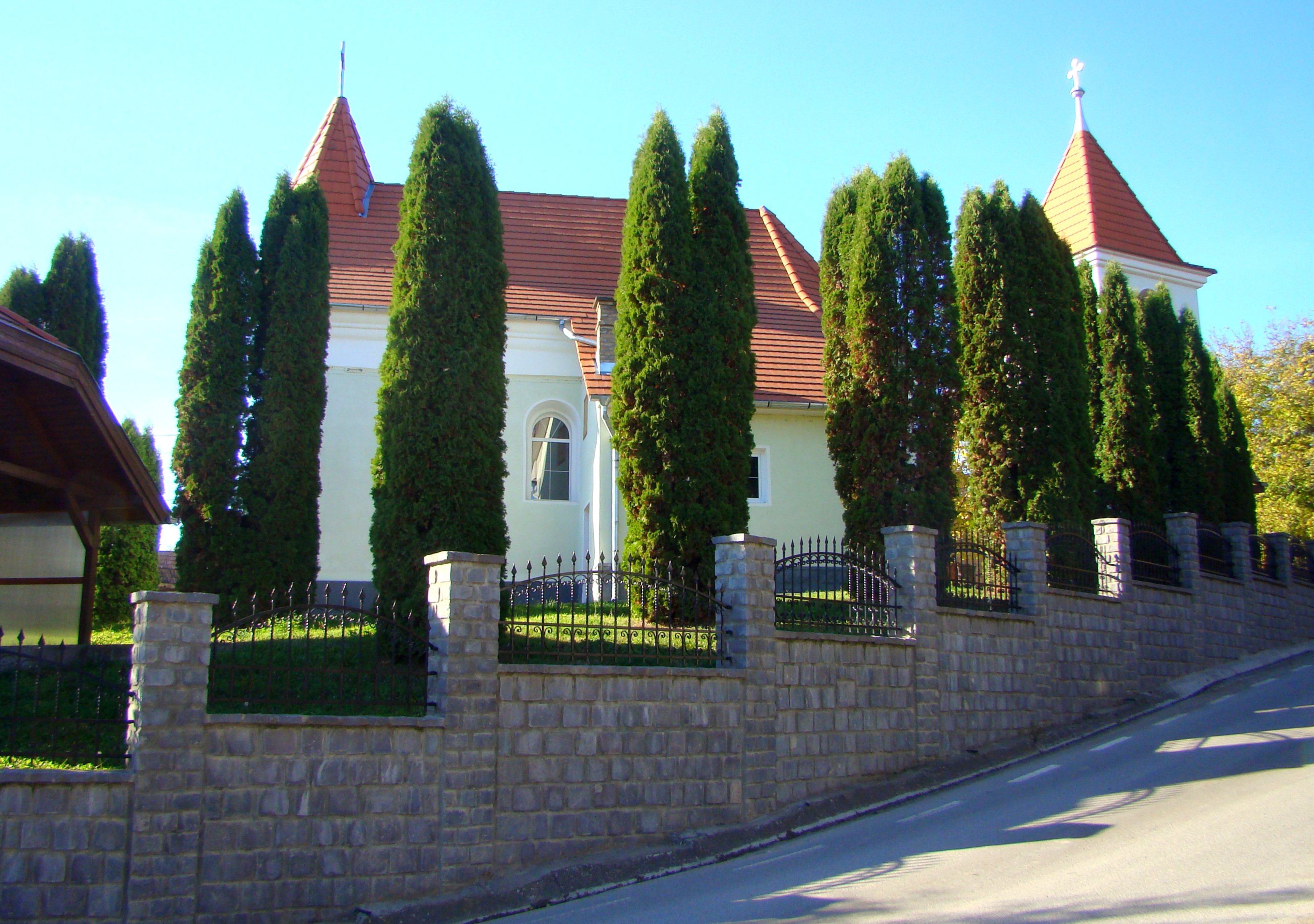
Biserica romano-catolică
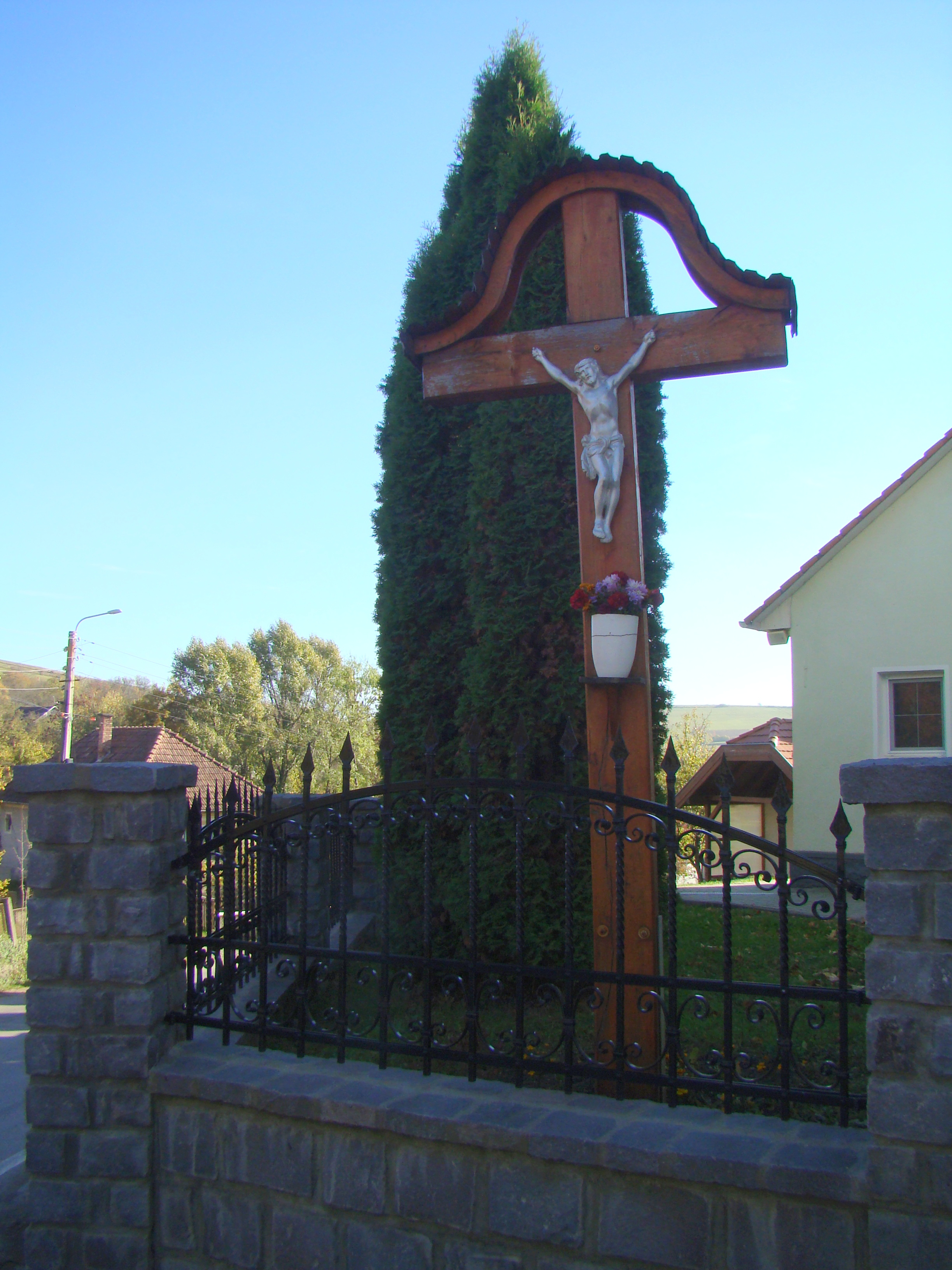
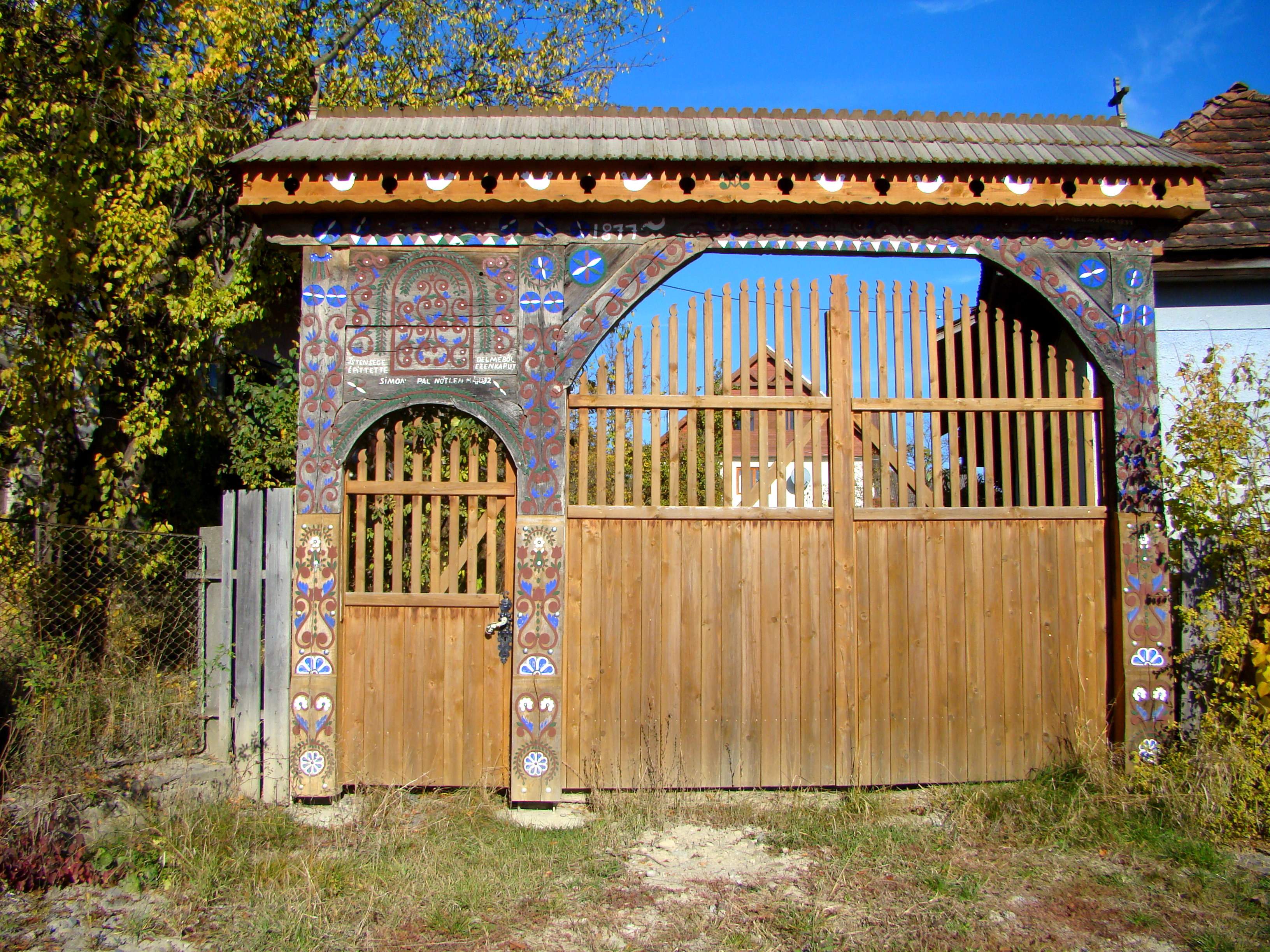
Poartă secuiască de lemn
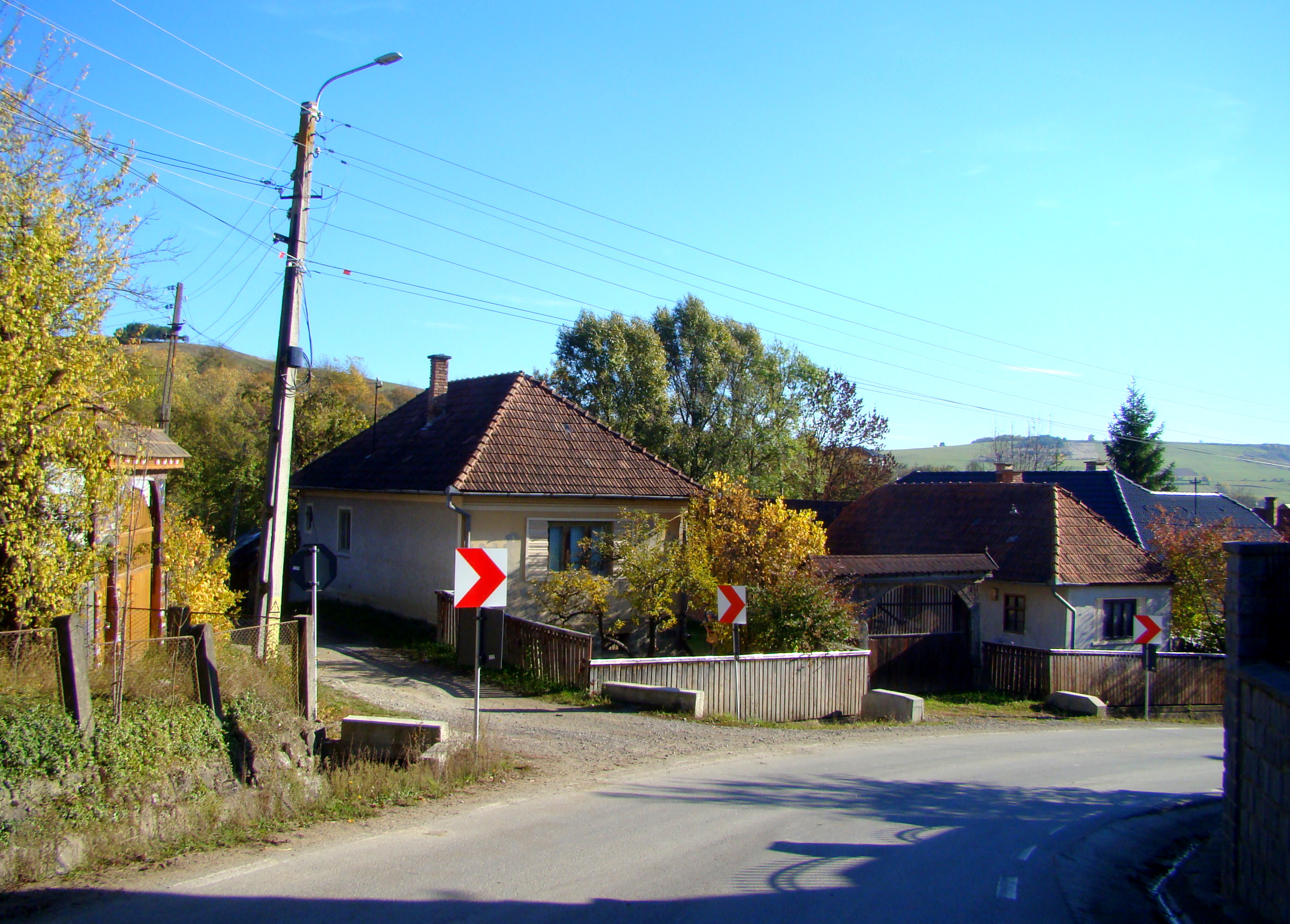
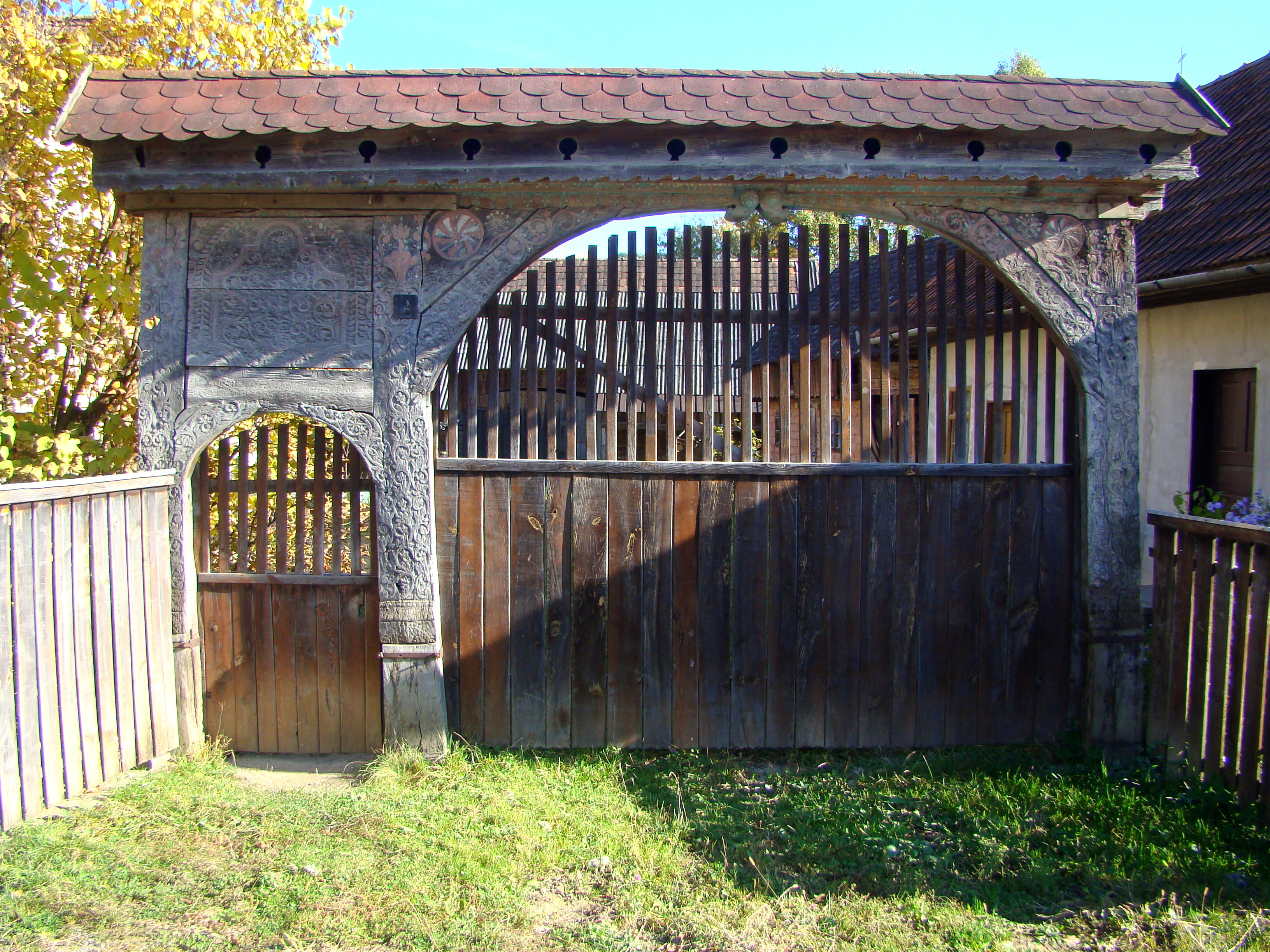
Poartă secuiască de lemn
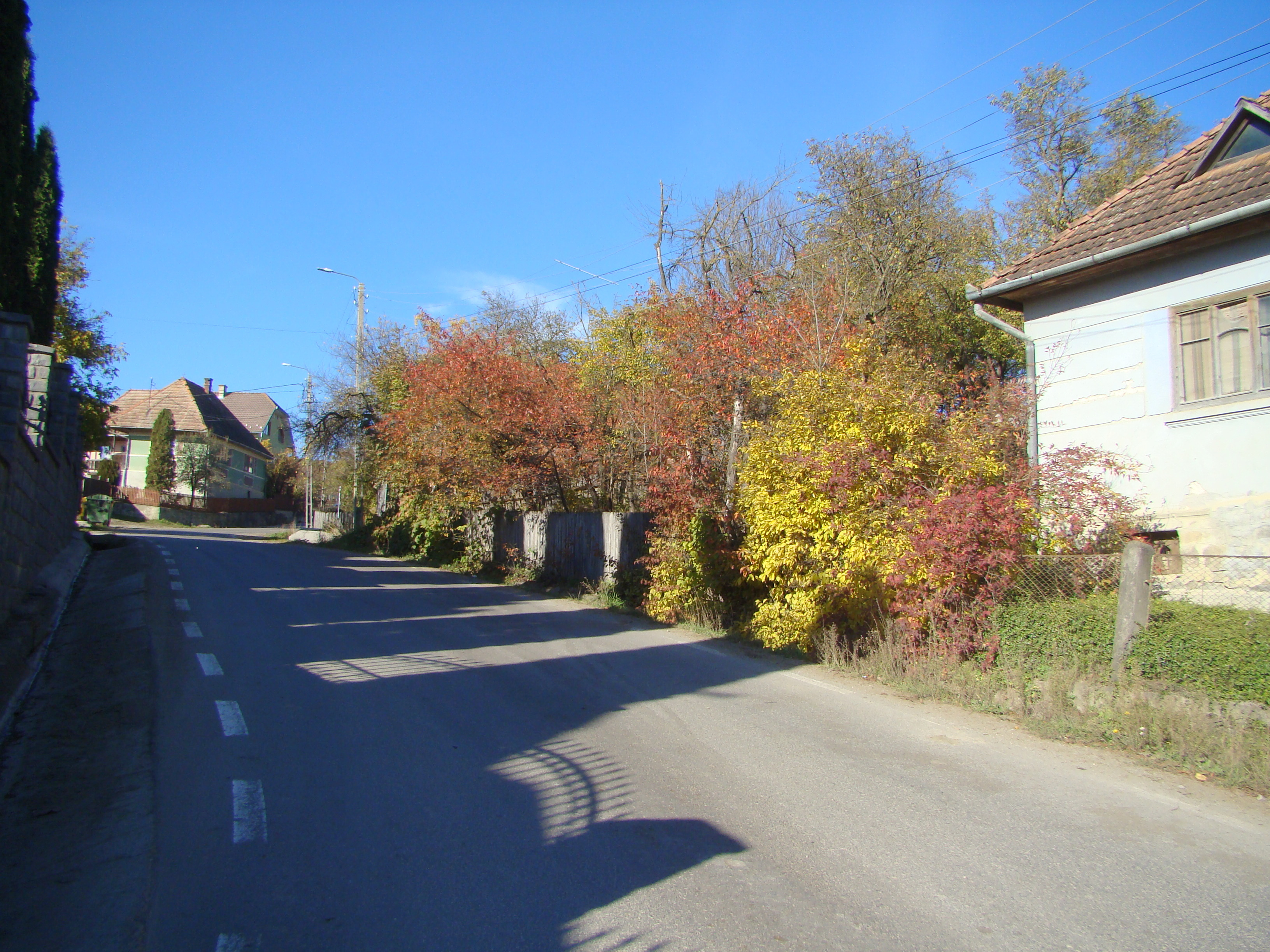
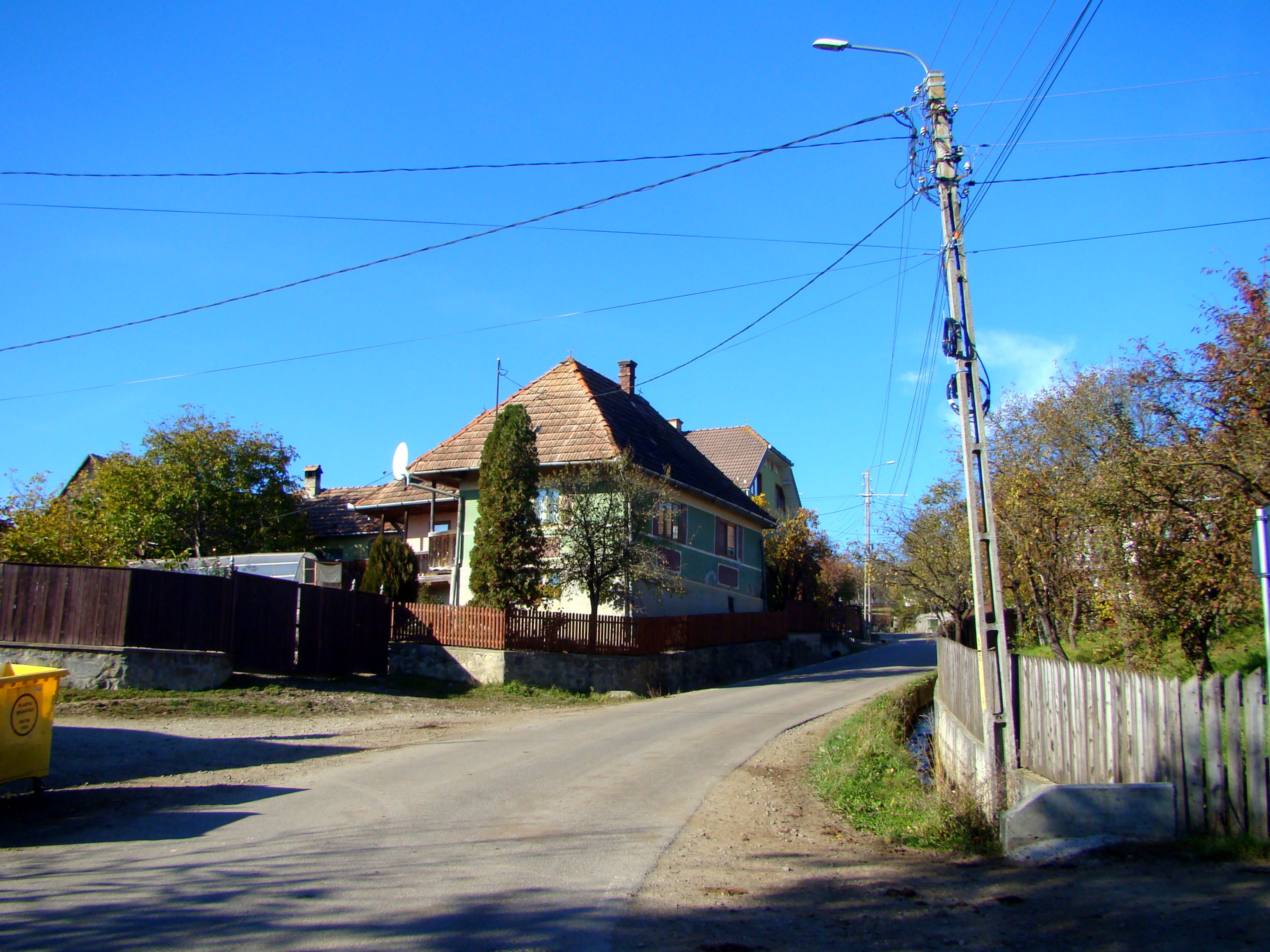
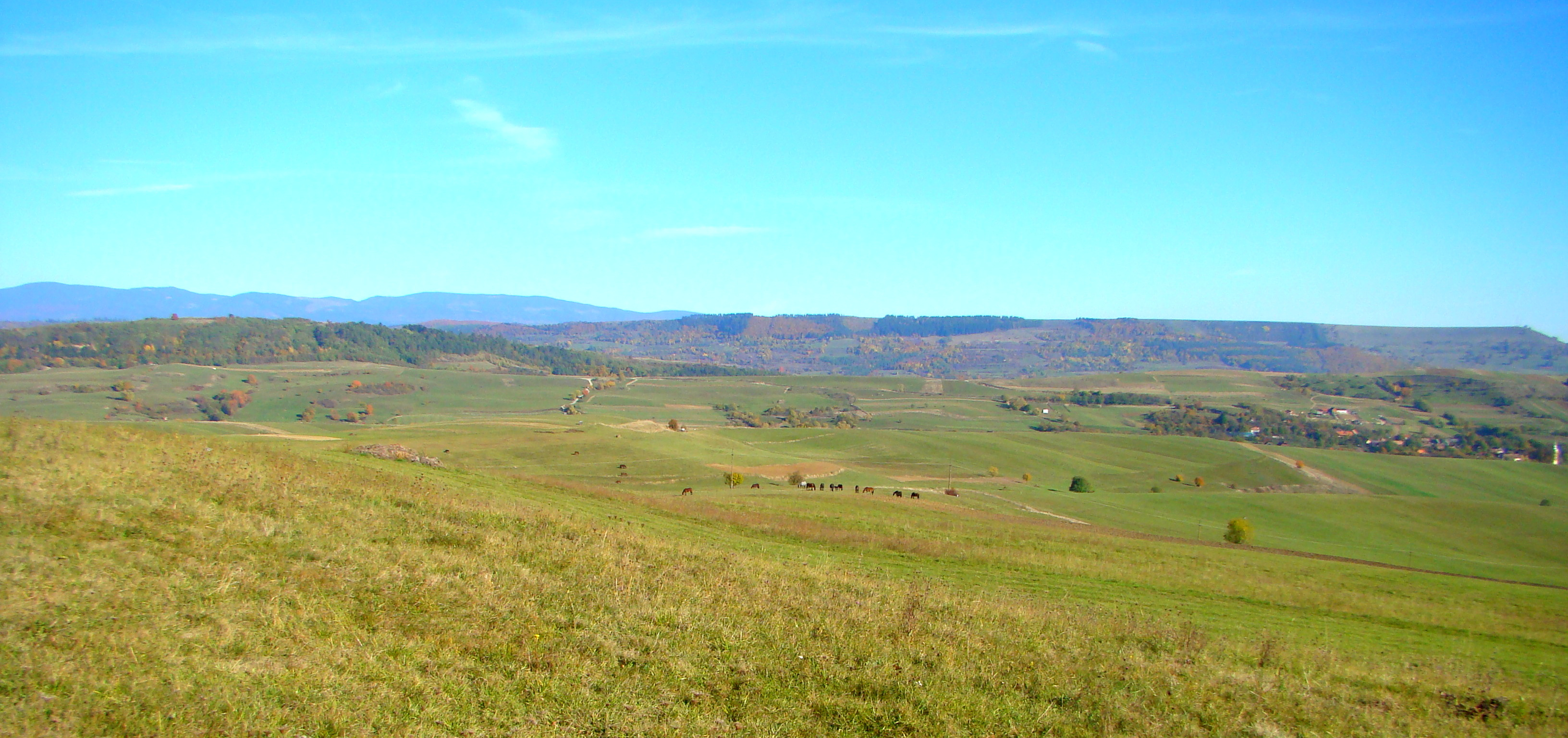